# Bumdeling
Bumdeling ist ein Ramsar-Gebiet im Nordosten Bhutans im Bumdeling Gewog des Distrikts Trashiyangtse. Es liegt bis auf den äußersten südlichen Teil innerhalb des Wildschutzgebiets Bumdeling (Bumdeling Wildlife Sanctuary).

## Geographie
Das Ramsar-Gebiet mit der Nummer 2032 wurde am 5. Juli 2012 mit einer Fläche von 141,5 Hektar ausgewiesen. Es liegt auf einer Höhe zwischen 1900 und 2000 Metern. Mitten durch das Gebiet fließt der Kholong Chhu, der flussabwärts für das Wasserkraftprojekt Kholongchhu genutzt wird. Die Kangteng-Zam-Hängebrücke bildet flussaufwärts die nördliche Grenze des Ramsar-Gebiets und flussabwärts die Dung-Zam-Hängebrücke die südliche.

### Klima
Die nächste Wetterstation befindet sich 10 Kilometer entfernt im Ort Yangtse. Dort wurde zwischen 2007 und 2010 eine jährliche durchschnittliche Tiefsttemperatur von 10,7 °C und Höchsttemperatur von 20,2 °C gemessen. Der wärmste Monat ist der Juli mit 20 °C und der kälteste der Januar mit 8 °C. Die Sonneneinstrahlung betrug 15 KJ/m². Die jährliche Niederschlagsmenge lag zwischen 835 und 1296 mm, die sich auf 103 bis 157 Regentage verteilten.

### Geologie
Bumdeling liegt in der Taktshang-Formation des Thimphu-Gneis-Komplexes. Die Böden sind leicht sauer mit pH-Werten zwischen 4,9 und 6,5. Die Kationenaustauschkapazität (KEK) ist niedrig und ein Anzeichen für wenig Calcium, Magnesium und Kalium. Die Böden sind gut durchlässig und reichen von schluffigem Lehm bis zu schluffigem Tonlehm.

## Flora und Fauna
Das Bumdeling-Feuchtgebiet ist reich an Flora und Fauna.

### Flora
Mindestens 125 Pflanzenarten sind im Ramsar-Gebiet und seiner näheren Umgebung verbreitet, davon sind 94,4 % (118 Arten) Bedecktsamer, 3,2 % (4 Arten) Gefäßsporenpflanzen und 2,4 % (drei Arten) Nacktsamige Pflanzen. Die dominierenden Baumarten sind die Erlenart Alnus nepalensis und die Ölweidenart Elaeagnus parvifolia.

### Fauna
Bumdeling ist nach dem Phobjikha-Tal das wichtigste Überwinterungsgebiet für Schwarzhalskraniche in Bhutan. Die in Bhutan kulturell bedeutenden Tiere werden von der International Union for Conservation of Nature (IUCN) als potentiell gefährdet eingestuft. Darüber hinaus wurden mindestens 73 weitere Vogelarten in Bumdeling registriert. Zu den im Gebiet vorkommenden, als stark gefährdet eingestuften Säugetieren zählen der Tiger, der Westliche Kleine Panda, der Rothund und das Himalaya-Moschustier. An gefährdeten Säugetierarten sind im Gebiet zudem der Schneeleopard, von dem es in Bhutan etwa 100 Tiere gibt, der Leopard, der Kragenbär, der Kappenlangur und der Südliche Serau verbreitet. Weitere Säugetierarten sind der als potentiell gefährdet eingestufte Graue Goral und die Unterart Pseudois nayaur nayaur des Blauschafs.
Unter den Reptilien finden sich in Bumdeling 38 Schlangenarten sowie sieben Echsenarten, die sich auf eine Gecko-, 4 Agamen- und 2 Skinkarten verteilen.
Zudem wurden in den Gewässern von Bumdeling sieben Fischarten registriert: die Karpfenfischarten Tor tor, Schizothorax richardsoni und Garra gotyla, die Plattschmerlenart Balitora brucei, die Bachschmerlenart Nemacheilus multifasciatus, sowie die Gebirgswelsarten Glyptosternon reticulatum und Pseudecheneis sulcatus.